# Reprezentacja Bułgarii na Mistrzostwach Europy w Wioślarstwie 2007
Reprezentacja Bułgarii na Mistrzostwach Europy w Wioślarstwie 2007 liczyła 6 sportowców. Najlepszymi wynikiem było 1. miejsce w jedynce kobiet.

## Medale

### Złote medale
jedynka (W1x): Rumjana Nejkowa

### Srebrne medale
Brak

### Brązowe medale
jedynka (M1x): Aleksandyr Aleksandrow

## Wyniki

### Konkurencje mężczyzn
- jedynka (M1x): Aleksandyr Aleksandrow – 3. miejsce
- dwójka bez sternika (M2-): Cwetan Stojanow, Christo Chadżiperew – 8. miejsce

### Konkurencje kobiet
- jedynka (W1x): Rumjana Nejkowa – 1. miejsce
- dwójka bez sternika (W2-): Kristina Bonczewa, Iskra Angełowa – 7. miejsce